# Soto del Real
|  | Per a altres significats, vegeu «Presó de Soto del Real». |

Soto del Real és un municipi de la Comunitat de Madrid que limita a l'est amb el de Miraflores de la Sierra, al sud amb Colmenar Viejo, a l'oest amb Manzanares el Real i al nord amb Rascafría.

## Història
Va tenir el seu origen després de la Reconquesta, moment que va ser poblada per pastors segovians. No obstant això, dels segles x i xi s'han trobat ja indicis de l'existència concreta del poble, com restes d'habitatge i ceràmica. La llegenda diu que els pastors de temps llunyans van construir unes barraques en la part baixa de la Sierra de Guadarrama, dintre de l'actual terme de Soto del Real, en un lloc anomenat Casas Quemadas.
Durant el segle xiii va tenir lloc el famós litigi sostingut entre els concejos de Madrid i Segòvia causat pel domini de les terres situades entre la Vila de Madrid i la serra, on es trobaven, entre d'altres, Chozas de la Sierra, Colmenar Viejo i Porquerizas (Miraflores de la Sierra). En 1389, el rei Joan I de Castella la va incorporar al Real de Manzanares, compensant amb això a la família dels Mendoza per la pèrdua de Torija. El 31 de desembre de 1568, Felip II concedeix a Chozas de la Sierra l'exempció del Real de Manzanares amb tots els atributs i signes de poder, «forca i ganivet, picota, presó i cep». Ja el 1596, Chozas era un dels punts fonamentals del camí que unia les viles de Manzanares i Guadalajara.
La denominació actual data de 1959, moment que se sotmet a votació popular el canvi del nom. Les opcions eren tres: Soto del Real, Albareda de la Sierra o mantenir el nom històric. Els dos noms de la vila es reflecteixen en l'actual escut d'armes. El primer terme del nom actual, Soto, fa referència als nombrosos arbres i sotos que envolten al poble, i el segon, del Real, al·ludeix al Real de Manzanares, al qual va pertànyer.